# Inger Lise Gjørv
Inger Lise Gjørv, geborene Strand (* 26. Mai 1938 in Oslo; † 28. März 2009 in Trondheim) war eine norwegische Politikerin und Abgeordnete der Ap.
Gjørv, Tochter des Arztes Sverre Strand (1906–1992) und der Hausfrau Liv Alnæs (1912–2005), wurde zunächst Lehrerin mit den Fächern Geschichte, Norwegisch und Französisch. Sie studierte bis 1962 an der Universität Oslo. Sie war von 1963 bis 1977 Lehrerin am Gymnasium von Steinkjer. In der Zeit zwischen 1975 und 1979 war sie Mitglied im Kommunalparlament von Inderøy. Zwischen 1976 und 1981 war sie Kulturkonsulentin im Fylke Nord-Trøndelag. Sie war zu dieser Zeit aktive Gegnerin der Europäischen Union, späterhin in der Friedensbewegung und der Anti-Atombomben-Bewegung.
Sie war von 1977 bis 1993 die erste weibliche Abgeordnete des Storting für die Provinz Nord-Trøndelag. Ab Oktober 1989 war sie dabei die Präsidentin des Odelstings, welches eine der ehemaligen Kammern des Parlaments ist. Von 1993 bis 2008 war sie Fylkesmann von Nord-Trøndelag, nachdem sie im Jahr 1991 dazu von der Regierung ausgewählt wurde. Sie starb nach längerer Krebserkrankung im St. Olavs Hospital von Trondheim.